# St. Peter (Törten)

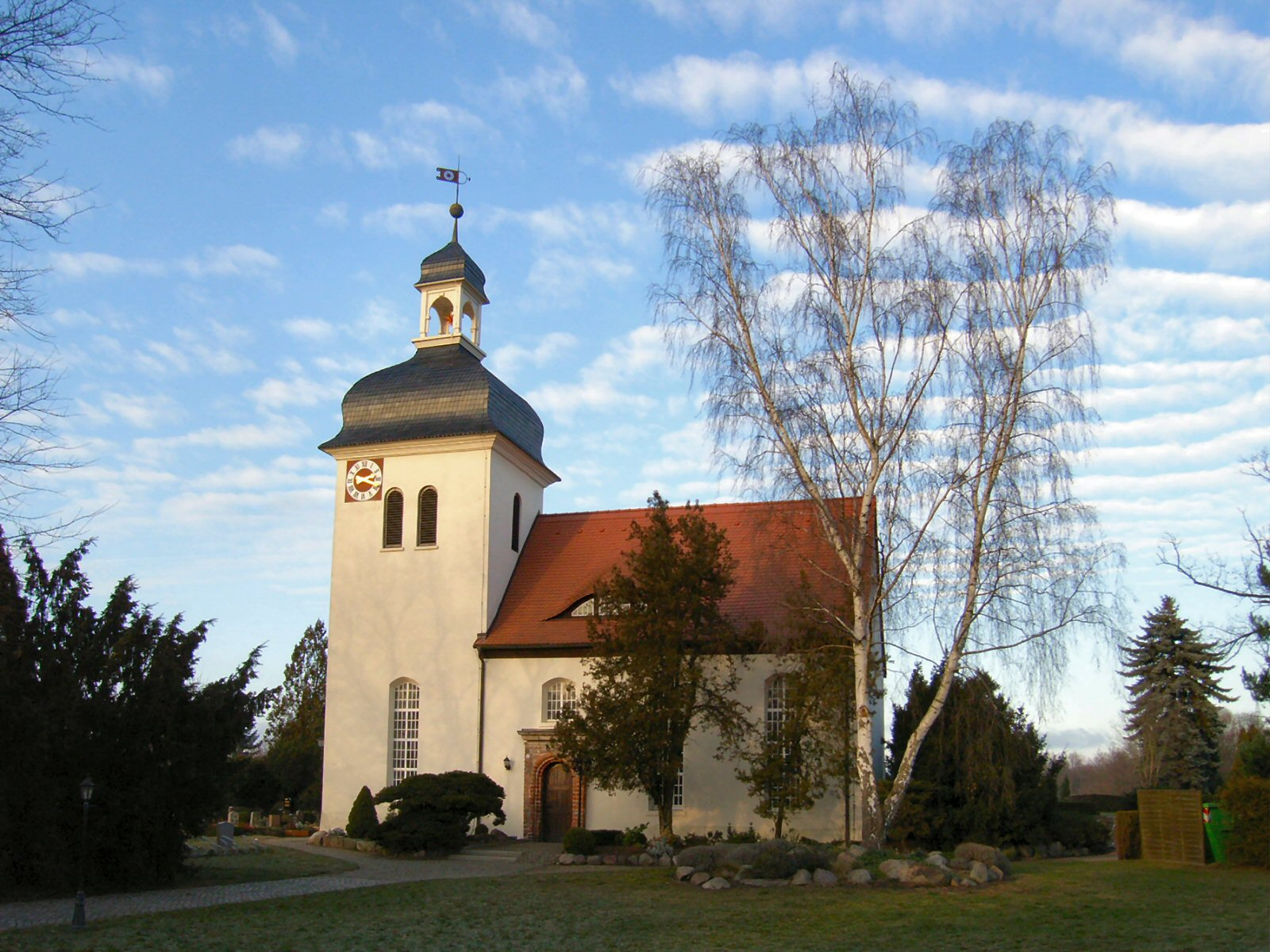
Kirche St. Peter

Die Kirche St. Peter ist eine evangelische Kirche im Süden der Stadt Dessau-Roßlau in Sachsen-Anhalt.

## Geschichte
St. Peter in dem auf einem Hügel erbauten ehemaligen Dorf Törten, das heute einen Stadtteil von Dessau-Roßlau bildet, gilt als älteste Kirche Dessaus. Die Kirche wurde 1228 erstmals erwähnt, ist aber in ihrer Bausubstanz älter. In der damaligen Zeit war Törten ein Fischerdorf an der Mulde. Daher wurde der heilige Petrus zum Schutzpatron der Kirche.
Mönche aus Nienburg (Saale) erbauten hier eine kleine romanische Kirche, deren Glocke aus dem 12. Jahrhundert stammt.
Am 7. März 1945 wurde die Kirche von einer Luftmine fast vollständig zerstört. Die Friedhofskapelle und das Pfarrhaus wurden stark beschädigt. Nach dem Krieg baute die Gemeinde die Kirche wieder auf; 1953 wurde die Kirche wieder eingeweiht.